# Micreumenes clypeolaris
Micreumenes clypeolaris är en stekelart som beskrevs av Giordani Soika 1983. Micreumenes clypeolaris ingår i släktet Micreumenes och familjen Eumenidae. Inga underarter finns listade i Catalogue of Life.